# Alvarez Kelly
Alvarez Kelly är en amerikansk långfilm från 1966 i regi av Edward Dmytryk, med William Holden, Richard Widmark, Janice Rule och Patrick O'Neal i rollerna. Filmen bygger på Beefsteak Raid, en verklig händelsen under amerikanska inbördeskriget.

## Handling
Det amerikanska inbördeskriget pågår för fullt. Alvarez Kelly (William Holden) får ett kontrakt att leverera en hjord med kor till nordstatarna i Virginia. När han närmar sig slutet på sin resa blir han kidnappad av konfedererade soldater under ledning av överste Tom Rossiter (Richard Widmark). Sydsidan är i desperat behov av biff för att föda sina soldater i den belägrade staden Richmond i Virginia.
Kelly "övertalas" (efter att Rossiter skjutit av en av hans fingrar) att hjälpa till att stjäla hjorden. Som hämnd ser Kelly till att Rossiters missnöjda fästmö Liz Pickering (Janice Rule) kan lämna staden. Trots hatet mellan männen lyckas de arbeta ihop. Kelly lär först Rossiters män att föda kor och de lyckas senare fånga och transportera hjorden tillbaka till staden.

## Rollista
| William Holden  | – Alvarez Kelly        |
| Richard Widmark | – Col. Tom Rossiter    |
| Janice Rule     | – Liz Pickering        |
| Patrick O'Neal  | – Major Albert Stedman |
| Victoria Shaw   | – Charity Warwick      |
| Roger C. Carmel | – Capt. Angus Ferguson |
| Richard Rust    | – Sergeant Hatcher     |
| Arthur Franz    | – Capt. Towers         |
| Don 'Red' Barry | – Lt. Farrow           |
| Duke Hobbie     | – John Beaurider       |
| Harry Carey Jr. | – Cpl. Peterson        |
| Howard Caine    | – McIntyre             |
| Mauritz Hugo    | – Ely Harrison         |
| Barry Atwater   | – General Kautz        |
| Robert Morgan   | – Capt. Williams       |